# Nemanja Arsenijević
Nemanja Arsenijević (in serbo Немања Арсенијевић?; Užice, 29 marzo 1986) è un ex calciatore serbo, di ruolo attaccante.

## Palmarès

### Club

#### Competizioni nazionali
- Coppa d'Ungheria: 1

Honved: 2008-2009